# SEA SIDE WOMAN BLUES
「SEA SIDE WOMAN BLUES」（シー・サイド・ウーマン・ブルース）は、サザンオールスターズの楽曲。自身の39作目のシングル「01MESSENGER 〜電子狂の詩〜」のカップリング曲として、タイシタレーベルから8cmCDで1997年8月21日に発売された。作詞・作曲は桑田佳祐、編曲はサザンオールスターズが担当。
2005年6月25日には12cmCDとして再発売されている。2014年12月17日からはダウンロード配信、2019年12月20日からはストリーミング配信が開始されている。

## 背景・音楽性
当初は特筆することがないシングルのカップリング曲であったが、表題曲と対照的な歌謡曲的な曲調や後述の著名人による高い評価やカバーも相まってコアな人気を集めている楽曲である。
タイトルはクリームの「アウトサイド・ウーマン・ブルース」のもじりだが、曲調が異なっており、楽曲と直接の関連はない。
歌謡曲を意識した曲調であり、歌詞には江ノ島も登場する。桑田自身のお気に入りナンバーのひとつでもある。

## 批評
桑田によると1997年当時の日本の音楽業界は歌謡曲よりもロックが売り上げを伸ばしており、本楽曲のような曲調の作品は他にはなかったが、発売から20年経過すると若いスタッフからも高い評価を得られるようになったという。
カバーを行っている前川清は「この歌はたぶん、桑田さんも意識的（に歌謡曲に寄せて作った）というか。もともと歌謡曲が好きなんですよね。加山雄三さんを好きだったり、だから、もともとこういった歌がベースにあるんでしょうね」と評している。
ビートたけしが自身の企画・出演番組『世界の北野、足立区のたけし』→改題『足立区のたけし、世界の北野』（フジテレビ）のエンディングテーマとして本楽曲を歌っていた。また、元々本楽曲はたけしが歌うことを前提に制作されたともいわれている。
テレビ朝日系音楽バラエティ番組『関ジャム 完全燃SHOW』内の企画「フラれた時に慰めてくれるラブソング」で関ジャニ∞の大倉忠義は本楽曲を選んだ。

## 参加ミュージシャン
- 桑田佳祐:Vocal, Guitar
- 大森隆志:Guitar
- 原由子:Keyboards
- 関口和之:Bass
- 松田弘:Drums
- 野沢秀行:Percussion

- - 小倉博和:gut guitar, rap steel
  - 角谷仁宣:computer programming

## 収録アルバム
| 曲名                 | 作品名                          |
| -------------------- | ------------------------------- |
| SEA SIDE WOMAN BLUES | さくら                          |
| SEA SIDE WOMAN BLUES | バラッド3 〜the album of LOVE〜 |
| SEA SIDE WOMAN BLUES | 海のOh, Yeah!!                  |

## ミュージック・ビデオ収録作品
| 曲名                 | 作品名 |
| -------------------- | ------ |
| SEA SIDE WOMAN BlUES | 未収録 |

## ライブ映像作品
| 曲名                 | 作品名 |
| -------------------- | ------ |
| SEA SIDE WOMAN BlUES | 未収録 |

## カバー

### 前川清によるカバー
2011年に前川清によってカバーされた。かねてから前川はサザンの曲をカバーしたいと希望しており、膨大なサザンの楽曲の中から40代以上のコアファン層とシンクロする本作を選曲し発売に至った。
2018年9月19日からは主要配信サイトにてダウンロード配信及びストリーミング配信が開始されている。

#### 収録曲
1. SEA SIDE WOMAN BLUES (3:58)
（作詞・作曲：桑田佳祐 / 編曲：斎藤誠）
このバージョンの編曲を担当しギターとコーラスでも参加した斎藤誠はサザンのサポートメンバーを務めており、作者の桑田佳祐とは青山学院大学の音楽サークル「Better Days」の先輩後輩という間柄である[6][10][11]。
ミュージック・ビデオも制作され、コメディタッチな作風となっている[6]。
2. フライト (3:38)
（作詞：さいとう大三 / 作・編曲：馬飼野俊一）
3. 昔があるから（LIVE） (3:53)
（作詞：杉紀彦 / 作曲：曽根幸明）